# Stråhatoptøjerne
Stråhatoptøjerne (engelsk: Straw Hat Riots) var en serie af uroligheder, der opstod i New York City i 1922 og senere. Optøjerne begyndte med en række mindre hændelser, men eskalerede over perioden. Under optøjerne blev mænd med stråhatte chikaneret. Baggrunden for optøjerne var, at der i offentligheden var en tradition for, at mænd ikke gik med stråhat efter den 15. september, hvor stråhatten skulle skiftes ud med en filthat. Optøjerne i 1922 varede otte dage og førte til mange anholdelser og til personskade. De følgende år opstod tilsvarende uroligheder, og i 1924 blev en mand med stråhat dræbt. Urolighederne ebbede ud i løbet af 1920'erne.

## Baggrund
Stråhatte blev i 1800-tallet en populær sommer-hat, der ofte blev benyttet i forbindelse med udendørs aktiviteter, særlig i forbindelse med sportsarrangementer, herunder sejlads, hvilket gav en populær variant af hatten tilnavnet boater. Bløde Panamahatte blev også populære hatte til uformel sommerbrug. Oprindelig blev det ikke anset for god stil for herrer at gå med sådanne hatte i storbyerne (hatte-mode for mænd og kvinder var forskellig), men i begyndelsen af 1900-tallet blev en boater af strå anset som en socialt accepteret hat, som kunne bæres af forretningsfolk i de nordamerikanske byer om sommeren, men det var en uskreven regel, at man ikke gik med stråhat efter den 15. september (også kaldet "Filthat-dag" (Felt Hat Day)).
Datoen den 15. september var mere eller mindre tilfældig; oprindelig var den uskrevne regel den 1. september, men det havde skiftet til midt i måneden. Det var accepteret blandt børshandlere, at de kunne ødelægge hinandens stråhatte, fordi de var "kolleger", men det var ikke acceptabelt at ødelægge fremmede mænds stråhatte. Hvis en mand blev set med stråhat efter den 15. september, kunne man gøre grin med ham, ligesom der blandt unge mennesker var tradition for at vippe stråhatten af bærerens hoved, hvis man havde formastet sig til at gå med stråhatten efter den 15. september. Traditionen var blevet så veletableret, at aviser på dagen ofte advarede læserne om den kommende 15. september, således at læserne kunne huske på at skifte hatten ud.
Drillerier om stråhatte var kun socialt acceptable efter den 15. september, men der havde inden 1922 være rapporter om, at teenagere havde generet stråhat-bærende mænd inden den 15. september, og at politiet havde måtte skride ind.

## Optøjer
Selve optøjerne begyndte den 13. september 1922, to dage før konventionen foreskrev, at hattene skulle skiftes, da en gruppe unge beslutte at tyvstarte traditionen. Gruppen, der holdt til i Mulberry Bend-kvarteret på Manhattan, angreb en gruppe fabriksarbejdere med stråhatte og slog deres hatte af og trampede på hattene. De unge ødelagde også stråhatte på en gruppe havnearbejdere, og det udviklede sig til et slagsmål, da havnearbejderne gik til modangreb. Slagsmålet var så omfattende, at det blev nødvendigt at stoppe trafikken på Manhattan Bridge, ligesom politiet måtte gribe ind for at stoppe slagsmålet; flere blev arresteret.
Selvom det oprindelige slagsmål var blevet stoppet af politiet, begyndte flere slagsmål senere næste aften. Grupper af unge hærgede i gaderne med lange kæppe, i nogle tilfælde med søm i enderne, hvor de ledte efter mænd med stråhatte. Dem der modsatte sig, fik tæsk. En mand hævdede, at hans hat var blevet taget, og at den gruppe unge, der havde taget hatten, havde sluttet sig til en gruppe af 1.000 andre unge, der ødelagde stråhatte langs 10th avenue (Amsterdam Avn). Flere mænd måtte på hospitalet som følge af de brutale overfald efter at have strittet imod, når de unge havde taget deres stråhatte, og der blev foretaget adskillige anholdelser, selvom også flere politifolk fandt sig selv som en del af slagsmålene, når store grupper af unge gik til angreb på politiet for at fjerne deres hatte.

## Efterspil
Mange af dem, der blev sendt for retten for optøjerne og stråhatte-tyverierne, valgte at modtage en bøde i stedet for en fængselstraf. Den længste fængselsstraf, der blev uddelt, var en dom på tre dages fængsel. Dommen blev afsagt af Peter A. Hatting.
I en episode var en gruppe på 10-12 drenge bevæbnet med kæppe sprunget ud af dørene nær 109. gade. Det lykkedes politiet af fange gruppen, hvoraf syv personer var under 15 år, og føre dem til en politistation. Drengene under 15 år ikke kunne arresteres, hvorfor drengenes forældre i stedet blev tilkaldt for at overvære politiets korporlige afstraffelse.
Traditionen med at ødelægge stråhatte i september fortsatte i nogle år efter optøjerne i 1922, men de aftog i styrke. En mand blev dog i 1924 dræbt for at have båret en stråhat. I 1925 blev foretaget arrestationer i New York som følge af optøjer om stråhatte.
At aktiviteten døde ud i løbet af 1920'erne skyldtes formentlig, at traditionen med at skifte hat faldt bort. I takt med, at panamahatten blev mere populær, blev boater'en mindre populær. Boaterens popularitet var begyndt i 1890'erne, men ved 1930'ernes begyndelse var der stort set ingen der gik med boater. I 1950'erne var det kun ved helt specielle lejligheder, at der blev båret boater, som eksempelvis på britiske skoler og uddannelsesinstitutioner.